# جوي جونز
جوي جونز (بالإنجليزية: Joey Jones) (4 مارس 1955 بخلنددنو في المملكة المتحدة - 22 يوليو 2025) هو كاتب ومدرب كرة قدم ولاعب كرة قدم بريطاني في مركز الظهير. شارك مع منتخب ويلز تحت 21 سنة لكرة القدم ومنتخب ويلز لكرة القدم. أما مع النوادي، فقد لعب مع تشيلسي ونادي ريكسهام ونادي ليفربول وهدرسفيلد تاون.

## روابط خارجية
- جوي جونز على موقع الاتحاد الأوربي (الإنجليزية)
- جوي جونز على موقع قاعدة بيانات كرة القدم.إي يو (الإنجليزية)
- جوي جونز على موقع ناشيونال فوتبول تيمز (الإنجليزية)
- جوي جونز على موقع عالم كرة القدم.نت (الإنجليزية)